# Euryodus
Euryodus is een geslacht van uitgestorven lepospondyle Microsauria binnen de familie Gymnarthridae dat leefde tijdens het Vroeg-Perm. De naam komt uit het Grieks en betekent 'breedtand'. Hij is gevonden in de zuidelijke helft van Noord-Amerika, van zijn oorspronkelijke ontdekking in Texas tot Utah.
Het geslacht werd in 1939 benoemd door Everett Claire Olson. De typesoort is Euryodus primus gebaseerd op holotype FMNH (WM) 1565, een schedel gevonden in het Craddock Bonebed, bij de Brush Creek uit de Arroyoformatie, in Baylor County, Texas.
Een tweede soort is Euryodus dalyae benoemd door Carroll & Gaskill in 1978 op basis van een exemplaar uit de Hennesseyformatie van Oklahoma.
Een derde soort is Euryodus bonneri benoemd door Schultze & Foreman in 1981, op basis van specimen KU VP 47367, een gedeeltelijk skelet uit de Speiser Shaleformatie van Kansas.

## Geologische informatie
Van de Clear Forkformatie zijn er veel andere dieren gevonden samen met Euryodus. Meestal waren dit andere amfibieën zoals Lysorophus, maar ook vissen en andere reptielen komen voor. Euryodus primus komt relatief veel voor in deze rotsformatie.
Het exemplaar werd gevonden in de rode klei, vastgezet met calciet en silicaat. Dit is vergelijkbaar met wat wordt achtergelaten in de huidige regenpoelen door beken in hetzelfde gebied. De overvloed aan Euryodus in een van deze poelen suggereert dat het dier ofwel niet in staat was om het water te verlaten, of deze poelen niet vaak verliet. De rotsen van de Clear Forkformatie zijn afkomstig uit het Vroeg-Perm.

## Paleo-ecologie
In de Clear Fork Group werden 30 tot 40 taxa en veel flora gevonden. Het plantenleven van die tijd werd gedomineerd door zaaddragende planten. Planten die een vochtige bodem nodig hadden waren zeldzamer, hoewel er hier enkele fossielen van boomvarens zijn gevonden. De planten vertonen ook tekenen van seizoensgebonden droogte.
Andere fauna die in de Clear Fork Group is gevonden omvat niet alleen Lysorophus, maar ook andere gymnarthriden, Diplocaulus en vissen. Euryodus zou in de poelen hebben geleefd, samen met de andere fauna in het gebied. Verschillende auteurs hebben geopperd dat deze poelen af en toe zouden zijn uitgedroogd, wat resulteerde in een relatief moeilijke omgeving om in te overleven voor volledig aquatische dieren.
Onderzoek aan de Speiser Shale in oostelijk Kansas toont aan dat veel amfibieën die in dit gebied leefden holen bouwden als reactie op droge perioden. Euryodus, aangepast aan een holbewonend leven, zou deze strategie waarschijnlijk ook hebben toegepast om droge perioden te overleven wanneer de poelen waarin ze leefden zouden zijn opgedroogd.

## Ontdekking
De formatie werd voor het eerst beschreven en benoemd in de zomer van 1939 door Everett Claire Olson. Hij leidde een groep onderzoekers van het Walker Museum naar de Clear Forkformatie in Baylor County, Texas. De groep verzamelde veel knobbeltjes met resten van Lysorophus. Binnen deze knobbeltjes vonden ze wat later Euryodus primus zou worden genoemd. De knobbeltjes kwamen van de westelijke oever van Brushy Creek.

## Discussie over verkeerde diagnose
Verschillende nieuwe soorten Euryodus werden later bij verschillende geslachten ingedeeld.
De nieuwe soort Euryodus bonneri werd in 1981 ontdekt in de Speiser Shale door Schultze en Foreman, maar werd in 1998 betwist door Carroll. Huttenlocker hernoemde het exemplaar tot Proxilodon bonneri in zijn artikel uit 2013, vanwege de 5 premaxillaire tanden in tegenstelling tot de 3 of 4 van andere gymnarthriden, en bezit niet de anterieur geplaatste kaakgewrichten en vergrote middelste tanden die typisch zijn voor Euryodus. Proxilodon is de gelatiniseerde vorm van Euryodus, wat hetzelfde betekent.
Fossielen gevonden bij Richards Spur in Oklahoma, waarvan eerder werd gedacht dat het skeletten van Euryodus waren, werden geclassificeerd als Opisthodontosaurus carrolli, een captorhinide. Dit was te danken aan een hoge mate van overeenkomsten tussen de mandibulaire en tandheelkundige anatomie van de twee groepen, zoals de tweede rij tanden op het dentarium. Het neurocranium van de specimens verschilt echter van dat van Euryodus dalyae, met geen ongepaarde mediane ossificaties. Microcomputertomografie met hoge resolutie op het specimen laat ook zien dat het endocranium verbeend is, wat ongewoon is bij gymnarthriden. Later werd beweerd dat alle bij Richards Spur gevonden individuen die eerder als Euryodus waren geclassificeerd in feite helemaal geen Euryodus waren, maar de nieuwe captorhinide.

## Beschrijving
Microsauriërs zijn aangepast aan fossoriale ecologieën, wat betekent dat ze holen graven en daarin leven. Voorbeelden van deze aanpassingen zijn een overhangende snuit, een zwaar verbeend neurocranium, een langwerpige romp en kortere ledematen. Hoewel er enkele microsauriërs zijn die erin slaagden groter te worden, was de meerderheid van hen vaak vrij klein (waaronder Euryodus).

### Gebit
Euryodus is gemakkelijk te herkennen aan hun grote, bolvormige tanden. Het is bekend dat ze coronoïde tanden hebben die lijken op die van Cardiocephalus en Bolterpeton, met glazuurstrepen op het tandoppervlak naar de linguale zijde toe. Er zijn dertien tanden in de bovenkaak, waarvan de zevende de grootste is. Het aantal tanden in het dentarium varieert van 9 tot 12. De onderkaak wordt beschreven als 'zwaar'.
De marginale tanden zijn acrodont (vastgemaakt aan de kaak via een ring van bot). De voorste en achterste tanden hebben meer samengedrukte punten, terwijl de tanden in het midden van de rij conische punten hebben. Veel tanden hebben groeven in het laterale vlak, waarschijnlijk als gevolg van wrijving tegen de andere tanden.
Euryodus bezat het vermogen om tanden te vervangen. Een resorptieholte aan de linguale zijde van de tand diende als beginpunt, die vervolgens uitgroeide en de pulpaholte van de tand bereikte. De tand viel dan uiteindelijk af, waarbij de basis van de tand achterbleef. De vervanging zou zich dan buiten de holte ontwikkelen en naar binnen bewegen nadat de vorige tand was uitgevallen. De vervanging van de tanden bij Euryodus gebeurde dus bijna gelijktijdig.

### Schedel
De schedel is ongeveer 33 millimeter lang, met een temporale breedte van ongeveer 23 millimeter. Het lange postorbitale gebied en de licht convexe achterhoofdsknobbel zijn kenmerken die hij deelt met de meeste gymnarthriden, wat mogelijk heeft bijgedragen aan de verkeerde diagnose van Proxilodon bonneri als Euryodus. De schedel is vrij smal, waardoor ook de neus smaller moet zijn.
De achterhoofdsplaat van de schedel is verticaal, smal en heeft een groot, driehoekig foramen magnum. De schedel heeft geen fenestrae op het dak, behalve bij de oogkassen, de neusgaten en de otische inkeping. Euryodus heeft geen foramen pinealis. Het verhemelte is bedekt met bot. De basale plaat van het parasphenoide is vierhoekig en de gewrichten van het basipterygoide liggen dicht bij elkaar. Het pterygoïde strekt zich uit tot in de subtemporale fenestra.
De hersenpan heeft verbeende pleurosphenoïden en orbitosphenoïden die tegen het schedeldak steunen. De otische kapsels zijn goed verbeend en hebben ongepaarde mediane verbeningen.
Om de kaak van Euryodus sterker te maken, zwol de schedel bij de wang naar buiten toe op. Hij had ook een diepe massoterische fossa, waarmee het dier één enkele vergrote tand kon gebruiken om zijn voedsel te pletten.
De onderkaken zijn vaak verborgen, maar hebben twee rijen tanden op een massieve tandkas. Dit kenmerk is ongebruikelijk bij microsauriërs en komt veel vaker voor bij captorhiniden. De aanwezigheid van de tweede rij tanden suggereert dat microsauriërs nauw verwant zijn aan reptielen.
De onderkaak loopt van de snuit naar de achterkant van de schedel. Het quadratum bevindt zich onder het squamosale gedeelte aan de achterkant van de schedel. Opvallend is dat hechtingspunten moeilijk te zien zijn op de schedels van Euryodus. De premaxilla bevat kleine foramina.

### Wervels
De wervels van Euryodus hebben een centrale verbening die typisch is voor lepospondylen, maar ze hebben geen ventrale groeven. De atlas loopt naar voren toe uit om te verbinden met de twee condylen van de schedel. De andere wervels zijn verder vergelijkbaar, met enkele doornuitsteeksels en een transversaal uitsteeksel op de boog en op het centrum voor de aanhechting van de ribben. De doornuitsteeksels zijn relatief langwerpig.